# ساب ۳۴۰
ساب ۳۴۰ (به انگلیسی: Saab 340) یک هواگرد توربوپراپ منطقه‌ای ساختِ مشترک کارخانهٔ گروه ساب، کشور سوئد و فیرچایلد ایرکرفت، کشور آمریکا با نسبت مشارکت ۶۵ به ۳۵ است.